# Albert Ferré i Menor
Albert Ferré i Menor (Sabadell, 7 d'agost de 1981) és un advocat i emprenedor català, centrat en la tecnologia i el dret. Va ser president de PIMEC joves empresaris de Barcelona des del 2016 al 2022. i co-fundador i vicepresident del Global Legaltech Hub
Va fundar l'associació Tercera Via i la va presidir del 2006 al 2012. En aquesta etapa va ser músic i productor del festival itinerant festour i el fessales. El 2007 l'entitat va arribar a un acord amb Tourbolet per créixer.
El 2010 va crear la xarxa social musical teceravia.cat. També va fundar Qultural.com, així com una aplicació de la sala Apolo de Barcelona. També ha fundat la consultora Upgrade i va dirigir mashup.barcelona fins a finals de 2019.
El 2018 va entrar a formar part de la junta directiva de PIMEC. El 2020 va cofundar el Global Legaltech Hub, el primer hub mundial de suport legaltech amb seu a Barcelona, del qual actualment és vicepresident.